# 齐柏林飞行铁拳

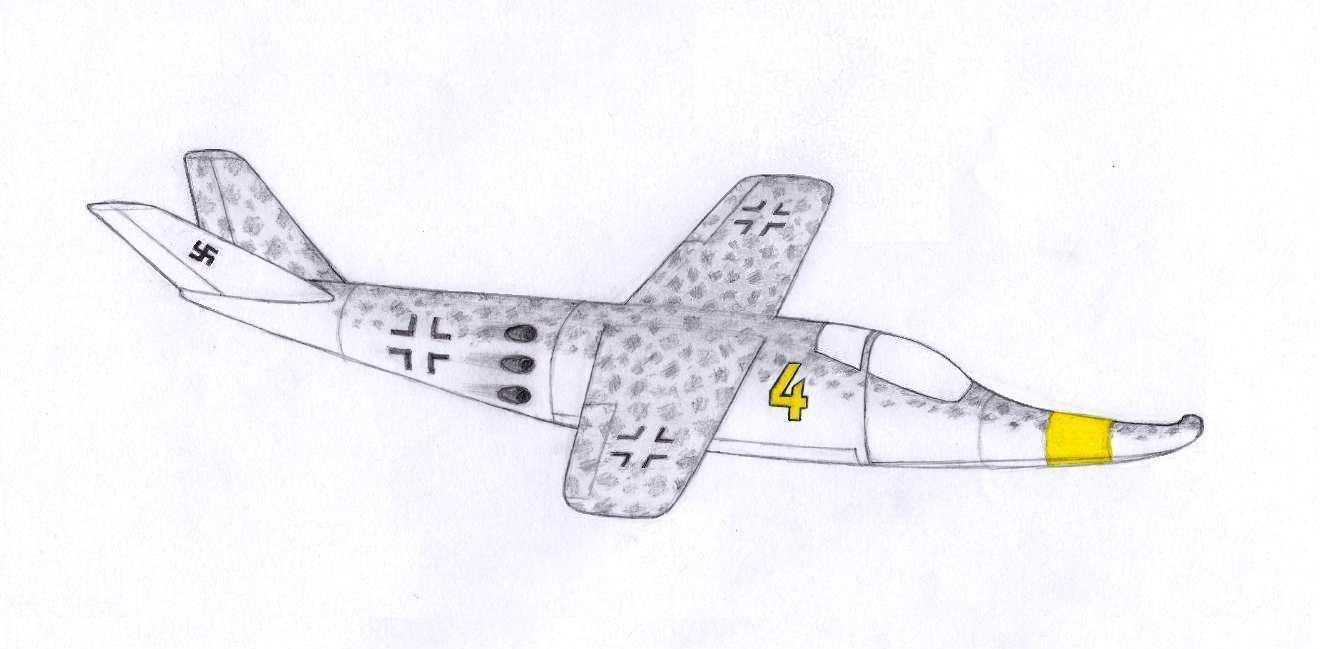
齐柏林飞行铁拳

飞行铁拳（德語：Fliegende Panzerfaust）是齊柏林飛船製造公司为納粹德國设计的一个攔截機项目。目的是应对盟军轰炸机对德国本土的空袭。由于驾驶该机型执行任务本身就极其危险，因此駕駛飞行铁拳有时也会被視為發動自殺襲擊。